# Жан Серчич
Жан Серчич (Марибор, 13. мај 1995) је словеначки поп, поп-рок и фанк певач, музичар, текстописац и музички продуцент. Прославио се у словеначкој верзији емисије Ја имам таленат – Словенија има талент – 2011. године. До сада је издао два студијска албума. Године 2016. ја наступио на ЕМИ словеначком избору за песму Евровизије.

## Дискографија
Албуми
- То сем јаз (2017)
- Из моје собе  (2020) Ника рекордс
- Љубезенске игре (2023)

Синглови
- Дајем ти све (2011)
- Силвестерски пољуб (2012) са Евом Бото
- Полетна згодба (2016) ЕМА фестивал
- Летим (2017)[4]
- Најина згодба (2017)
- Назај (2018) дует са Гајом Престор[5]
- Само најин плес (2018)[6]
- В мени бош живела (2018) са Вауксом
- Тебе не дам (2019) дует са Лејом
- Смисел живљења (2019)
- Мидва (2019)
- Зломљена (2020)
- Лана (2020)
- Чудежи (2020)
- Нисва кул (2020) са Емкеј
- Снежинки (2020)
- Рада (2021) са Анабел
- Нај ме вземе (2022)
- Задња ноч (2022)[7]
- Пусти ми спомин (2023)[8]
- Пијан од љубезни (2023)
- Все бом дал за тебе (2023) са Кубисмо[9]
- Слепа улица (2023)
- Нор сем мате (2023)
- Темно небо (2023)
- Бела лилија (2024)
- Брез тебе не знам (2024)